# Aaron D. Spears
Aaron Darnell Spears (* 10. Juli 1971 in Washington, D.C.) ist ein US-amerikanischer Schauspieler.

## Karriere
Aaron D. Spears begann seine Karriere 1997 in der Seifenoper Sunset Beach. Danach hatte er Auftritte in Pacific Blue – Die Strandpolizei, The District – Einsatz in Washington, Crossing Jordan – Pathologin mit Profil, Akte X – Die unheimlichen Fälle des FBI, Alle lieben Raymond und CSI: Miami. Im Jahr 2003 folgten die Filme Pretty Lady sowie Black Ball. Weitere Gastauftritte absolvierte Spears in Angel – Jäger der Finsternis, General Hospital, Criminal Minds, Shark, Bones – Die Knochenjägerin, Boston Legal und Lincoln Heights. Seit 2009 verkörpert er die Rolle des Justin Barber in der Seifenoper Reich und Schön. Im selben Jahr war er im Film Trauzeuge gesucht! zu sehen, sowie in den darauffolgenden Jahren in Gastrollen in den Fernsehserien Castle und Navy CIS. Seit 2013 hat er die Rolle des Mark Bradley in der BET-Serie Being Mary Jane inne.

## Filmografie (Auswahl)
- 1997: Sunset Beach (Fernsehserie, 10 Folgen)
- 1998: Cappuccino
- 1999: Pacific Blue – Die Strandpolizei (Pacific Blue, Fernsehserie, Folge 5x13)
- 2000: Arrest & Trial (Fernsehserie, 1 Folge)
- 2001: The District – Einsatz in Washington (The District, Fernsehserie, Folge 1x21)
- 2001: Crossing Jordan – Pathologin mit Profil (Crossing Jordan, Fernsehserie, Folge 1x05)
- 2002: Akte X – Die unheimlichen Fälle des FBI (The X Files, Fernsehserie, Folge 9x12)
- 2002: Alle lieben Raymond (Everybody Loves Raymond, Fernsehserie, Folge 7x09)
- 2002: CSI: Miami (Fernsehserie, Folge 1x10)
- 2003: Half & Half (Fernsehserie, 2 Folgen)
- 2003: Pretty Lady
- 2003: Black Ball
- 2003: Angel – Jäger der Finsternis (Angel, Fernsehserie, Folge 5x08)
- 2004: General Hospital (Fernsehserie, 1 Folge)
- 2006: Criminal Minds (Fernsehserie, Folge 1x22)
- 2006: Babel
- 2006: Shark (Fernsehserie, Folge 1x04)
- 2006: Bones – Die Knochenjägerin (Bones, Fernsehserie, Folge 2x08)
- 2007: The Mannsfield 12
- 2008: Boston Legal (Fernsehserie, Folge 4x12)
- 2008: Lincoln Heights (Fernsehserie, Folge 3x03)
- 2009: Trauzeuge gesucht! (I Love You, Man)
- seit 2009: Reich und Schön (The Bold and the Beautiful, Fernsehserie)
- 2010: Castle (Fernsehserie, Folge 2x21)
- 2011: Navy CIS (NCIS, Fernsehserie, Folge 8x13)
- 2012: Back Then
- 2013–2019: Being Mary Jane (Fernsehserie)